# École de dessin d'Aix-en-Provence

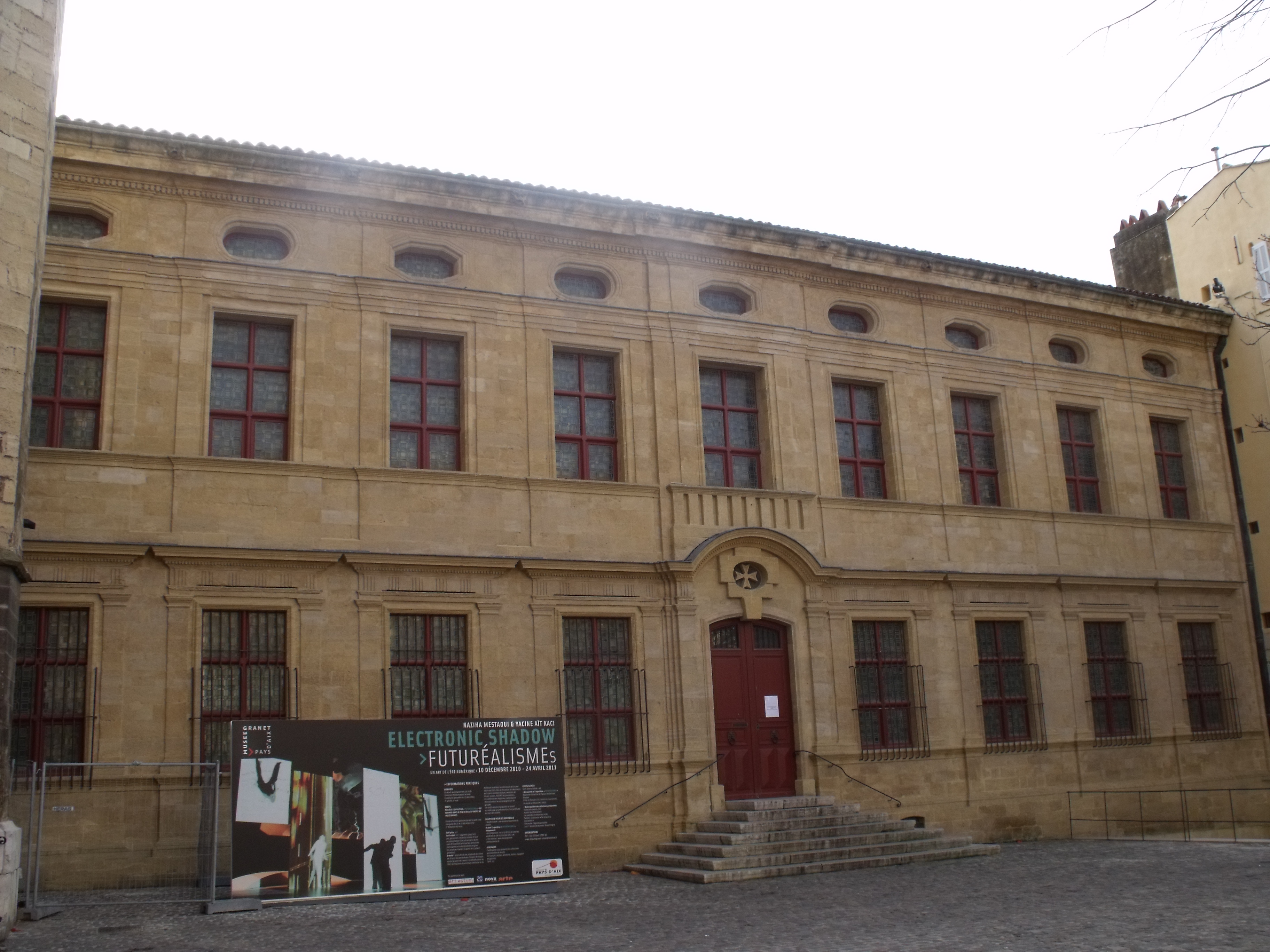
Bâtiment abritant l'école de dessin d'Aix, aujourd'hui musée Granet.

L'école de dessin d'Aix-en-Provence est une école d'art créée en 1765 à Aix-en-Provence par Honoré-Armand de Villars. Fermée sous la Révolution, elle renaît en 1806 grâce à l'impulsion du maire François Sallier.

## Historique

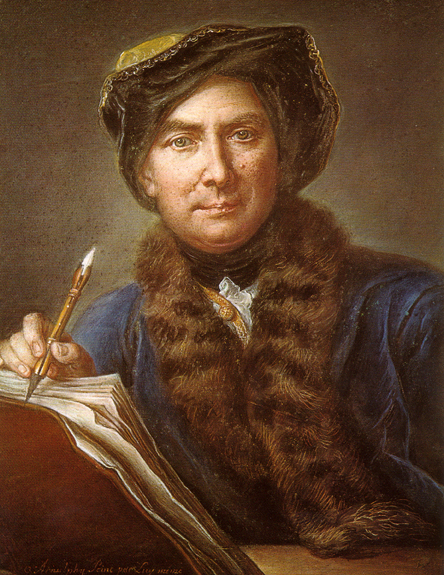
Claude Arnulphy.

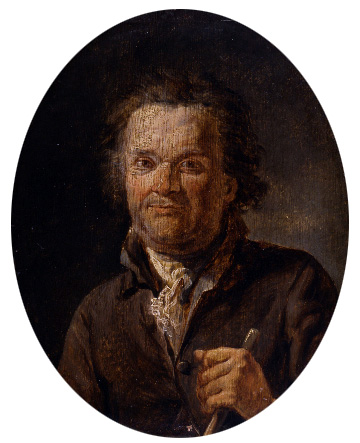
Jean-Antoine Constantin.

L'école est créée en 1765 à Aix-en-Provence par Honoré-Armand de Villars, fils de Claude Louis Hector de Villars, gouverneur de Provence, dans une dépendance du collège Bourbon. Deux professeurs sont nommés à la tête de l'institution le 1er juillet 1767, les peintres Charles Marcel Aune et son adjoint Claude Arnulphy,. Ce sont alors les deux peintres les plus renommés de la ville d'Aix, ayant fait leur formation en peinture sous la férule de Jean-Baptiste van Loo. L'enseignement dispensé à l'école est alors libre et gratuit, ce qui implique des enseignants bénévoles.
En 1770, à la mort du duc de Villars, Charles Marcel Aune intente un procès aux administrateurs du pays afin de recevoir une rémunération pour ses services à l'école. Il est en partie satisfait. À cette époque, le sculpteur Jean-Pancrace Chastel vient dispenser ses cours à l'école.
Lorsque, en 1785, le directeur Aune part pour les Amériques, le poste est logiquement offert à son adjoint Claude Arnulphy. Mais, fort âgé (88 ans), celui-ci choisit de ne pas rester à la tête de l'école et désigne son successeur en la personne d'un autre peintre aixois : Jean-Antoine Constantin, revenu d'une formation de six années à Rome. Arnulphy meurt l'année suivante.
Avec l'avènement de la Révolution française, la chapelle qui accueille l'école de dessin est transformée en club et l'école ferme ses portes. C'est grâce à l'intervention de François Sallier, maire d'Aix, qu'elle rouvre en 1806. Le 15 juin de cette année, le peintre Louis-Mathurin Clérian est nommé directeur.

## Directeurs de l'école de dessin d'Aix
- 1767–1785 : Charles Marcel Aune.
- 1785-1785 : Claude Arnulphy.
- 1785-1790 : Jean-Antoine Constantin.
- 1790-1806 : fermeture de l'école.
- 1806-1831 : Louis-Mathurin Clérian.
- 1831-1870 : Joseph Marc Gibert.

## Élèves de l'école de dessin d'Aix
- François Marius Granet
- Louis Nicolas Philippe Auguste de Forbin
- Hippolyte Ferrat.
- Paul Cézanne.
- Achille Emperaire.
- Alphonse Angelin.